# Tricharaea brevicornis
Tricharaea brevicornis är en tvåvingeart som först beskrevs av Christian Rudolph Wilhelm Wiedemann 1830.  Tricharaea brevicornis ingår i släktet Tricharaea och familjen köttflugor. Inga underarter finns listade i Catalogue of Life.